# Distrikt Gicumbi
Der Distrikt Gicumbi ist einer von fünf Distrikten der Nordprovinz in Ruanda.

## Geographie

### Lage und Verwaltungseinheiten

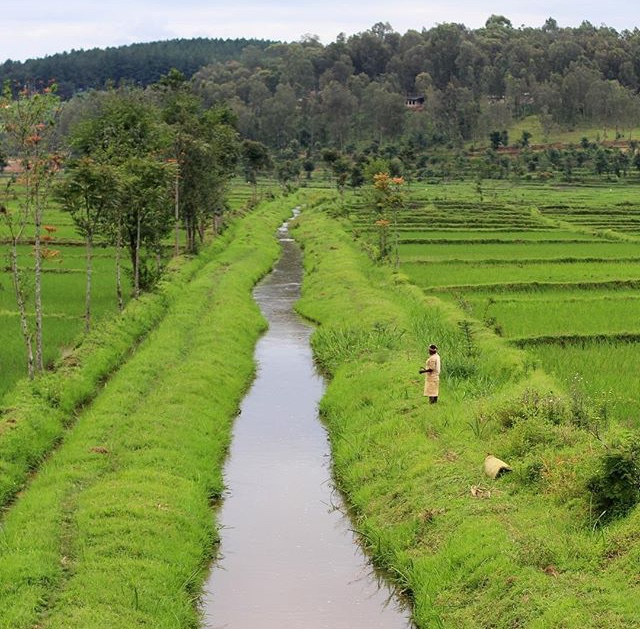
Felder im Distrikt

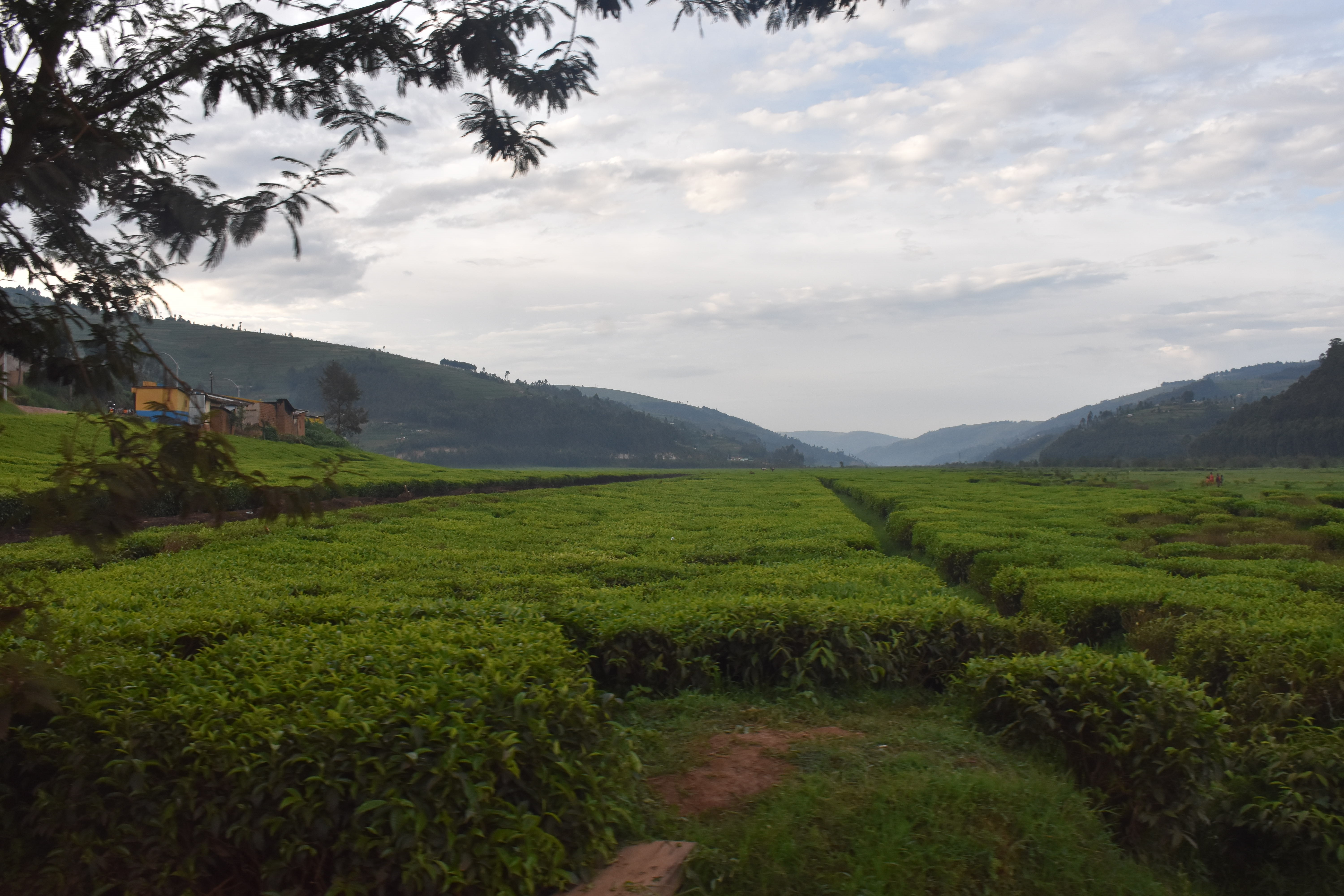
Teeplantage bei Mulindi im Sektor Kaniga

Gicumbi liegt im Norden an der ugandischen Grenze. Nachbardistrikte innerhalb der Nordprovinz Ruandas sind im Nordwesten Burera und im Südwesten Rulindo. Der Distrikt unterteilt sich in 21 Sektoren (Imirenge) und 109 Verwaltungszellen (Utugari). Die Sektoren sind Bukure, Bwisige, Byumba, Cyumba, Giti, Kageyo, Kaniga, Manyagiro, Miyove, Mukarange, Muko, Mutete, Nyamiyaga, Nyankenke, Rubaya, Rukomo, Rushaki, Rutare, Ruvune, Rwamiko und Shangasha. Der Distrikt umfasst insgesamt 630 Dörfer. Die Gesamtfläche liegt bei 829 km². Die Hauptstadt des Distrikts ist Byumba.
Im Südosten grenzt der Distrikt an den Muhazi-See. Im Westen liegt er an den Rugezi-Sümpfen.

### Klima
|                       | Jan  | Feb  | Mär   | Apr   | Mai   | Jun  | Jul  | Aug  | Sep  | Okt   | Nov   | Dez  |   |         |
| Mittl. Tagesmax. (°C) | 24,1 | 24,0 | 23,8  | 23,0  | 22,6  | 22,9 | 23,3 | 24,4 | 24,6 | 24,4  | 23,4  | 23,5 | ⌀ | 23,7    |
| Mittl. Tagesmin. (°C) | 13,1 | 13,2 | 13,2  | 13,1  | 13,2  | 12,6 | 12,6 | 13,3 | 13,2 | 13,1  | 13,0  | 13,1 | ⌀ | 13,1    |
|                       |      |      |       |       |       |      |      |      |      |       |       |      |   |         |
| Niederschlag (mm)     | 70,6 | 77,7 | 140,0 | 159,3 | 122,0 | 20,0 | 8,1  | 56,7 | 95,2 | 111,4 | 115,9 | 71,2 | Σ | 1.048,1 |
|                       |      |      |       |       |       |      |      |      |      |       |       |      |   |         |
| Regentage (d)         | 9    | 10   | 15    | 20    | 15    | 3    | 1    | 6    | 13   | 16    | 16    | 12   | Σ | 136     |

| 13,1 |

| 13,2 |

| 13,2 |

| 13,1 |

| 13,2 |

| 12,6 |

| 12,6 |

| 13,3 |

| 13,2 |

| 13,1 |

| 13,0 |

| 13,1 |

| 13,1 |

| 13,2 |

| 13,2 |

| 13,1 |

| 13,2 |

| 12,6 |

| 12,6 |

| 13,3 |

| 13,2 |

| 13,1 |

| 13,0 |

| 13,1 |

## Bevölkerung

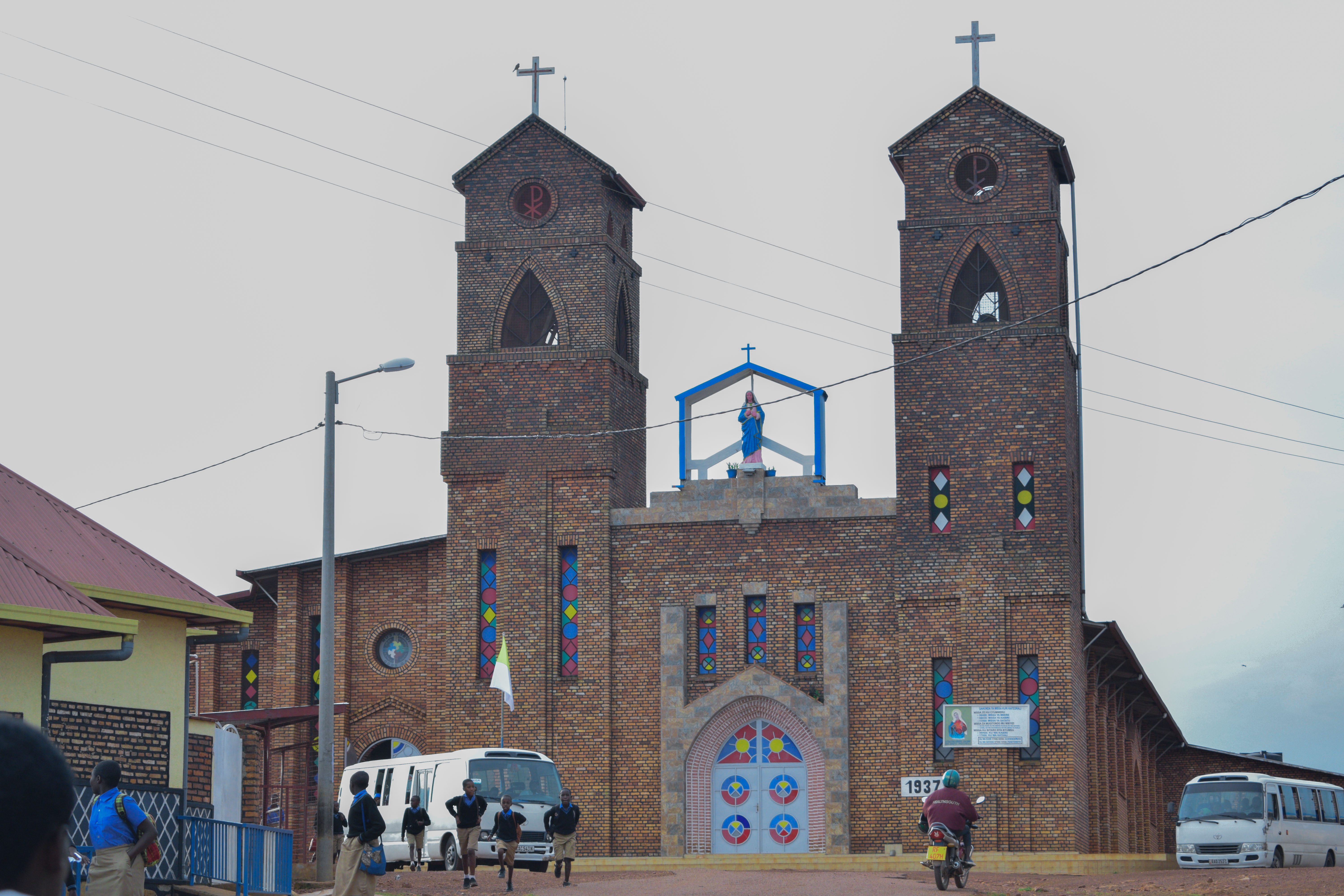
Kathedrale in Byumba

Stand 2022 betrug die Einwohnerzahl 448.824. Der Bevölkerungstrend ist zunehmend.
|          |           | Zellen                                                                                       | Fläche [km²] | Einwohnerzahlen | Einwohnerzahlen            | Einwohnerzahlen | Einwohnerzahlen |
| 2002     | 2012      | Zellen                                                                                       | Fläche [km²] | 2022            | Jährl. Zuwachs 2012 → 2022 |                 |                 |
| -------- | --------- | -------------------------------------------------------------------------------------------- | ------------ | --------------- | -------------------------- | --------------- | --------------- |
| Distrikt | Gicumbi   | 109                                                                                          | 828,9        | 359.716         | 395.606                    | 448.824         | 1,3 %           |
| Sektor   | Bukure    | Karenge, Kigabiro, Kivumbu, Rwesero                                                          | 41,67        |                 | 17.402                     | 20.454          | 1,6 %           |
| Sektor   | Bwisige   | Bwisige, Gihuke, Mukono, Nyabushingitwa                                                      | 46,95        |                 | 15.288                     | 17.274          | 1,2 %           |
| Sektor   | Byumba    | Gacurabwenge, Gisuna, Kibali, Kivugiza, Murama, Ngondore, Nyakabungo, Nyamabuye, Nyarutarama | 48,25        |                 | 36.401                     | 43.134          | 1,7 %           |
| Sektor   | Cyumba    | Gasunzu, Muhambo, Nyakabungo, Nyambare, Nyaruka, Rwankonjo                                   | 21,47        |                 | 14.722                     | 17.218          | 1,6 %           |
| Sektor   | Giti      | Gatobotobo, Murehe, Tanda                                                                    | 36,30        |                 | 14.590                     | 17.431          | 1,8 %           |
| Sektor   | Kageyo    | Gihembe, Horezo, Kabuga, Muhondo, Nyamiyaga                                                  | 31,49        |                 | 30.270                     | 20.888          | −3,6 %          |
| Sektor   | Kaniga    | Bugomba, Gatoma, Mulindi, Nyarwambu, Rukurura                                                | 39,05        |                 | 15.035                     | 16.772          | 1,1 %           |
| Sektor   | Manyagiro | Kabuga, Nyiragifumba, Nyiravugiza, Ryaruyumba, Remera, Rusekera                              | 29,84        |                 | 19.371                     | 22.635          | 1,6 %           |
| Sektor   | Miyove    | Gakenke, Miyove, Mubuga                                                                      | 27,29        |                 | 16.299                     | 20.223          | 2,2 %           |
| Sektor   | Mukarange | Cyamuganga, Gatenga, Kiruhura, Mutarama, Rugerero, Rusambya                                  | 40,58        |                 | 16.081                     | 18.543          | 1,4 %           |
| Sektor   | Muko      | Cyamuhinda, Kigoma, Mwendo, Ngange, Rebero                                                   | 48,55        |                 | 17.647                     | 20.050          | 1,3 %           |
| Sektor   | Mutete    | Gaseke, Kabeza, Musenyi, Mutandi, Nyarubuye                                                  | 56,52        |                 | 23.053                     | 27.517          | 1,8 %           |
| Sektor   | Nyamiyaga | Gahumuliza, Jamba, Kabeza, Kabuga, Karambo, Kiziba, Mataba                                   | 39,67        |                 | 18.284                     | 20.939          | 1,4 %           |
| Sektor   | Nyankenke | Butare, Kigogo, Kinishya, Rusasa, Rutete, Rwagihura, Yaramba                                 | 31,93        |                 | 21.560                     | 27.183          | 2,3 %           |
| Sektor   | Rubaya    | Gihanga, Gishambashayo, Gishari, Muguramo, Nyamiyaga                                         | 16,89        |                 | 10.509                     | 12.044          | 1,4 %           |
| Sektor   | Rukomo    | Cyeya, Cyuru, Gisiza, Kinyami, Mabare, Munyinya                                              | 51,51        |                 | 24.989                     | 28.127          | 1,2 %           |
| Sektor   | Rushaki   | Gitega, Kamutora, Karurama                                                                   | 47,03        |                 | 12.672                     | 15.048          | 1,7 %           |
| Sektor   | Rutare    | Bikumba, Gasharu, Gatwaro, Kigabiro, Nkoto                                                   | 53,58        |                 | 23.583                     | 27.837          | 1,7 %           |
| Sektor   | Ruvune    | Cyandaro, Gashirira, Gasambya, Kabare, Rebero, Ruhondo                                       | 58,59        |                 | 18.962                     | 21.990          | 1,5 %           |
| Sektor   | Rwamiko   | Cyeru, Kigabiro, Nyagahinga                                                                  | 28,54        |                 | 12.959                     | 14.821          | 1,4 %           |
| Sektor   | Shangasha | Bushara, Kitazigurwa, Nyabishambi, Nyabubare, Shangasha                                      | 32,86        |                 | 15.929                     | 18.696          | 1,6 %           |

## Verkehr
Durch den Distrikt verlaufen vier Nationalstraßen: Die Nationalstraße 3 führt etwa in Nord-Süd-Richtung von der ugandischen Grenze Richtung Kigali. Die Nationalstraße 19 verläuft aus dem Westen südlich der Rugezi-Sümpfe kommend nach Nordosten zur Stadt Byumba und von dort weiter nach Südosten. Die Nationalstraße 21 kommt aus dem Nordwesten nordöstlich der Rugezi-Sümpfe und führt nach Südosten bis Byumba, wo sie auf die Nationalstraße 19 trifft. Die Nationalstraße 22 geht im Norden des Distrikts von der Nationalstraße 3 ab und führt nach Nordosten. Stand 2022 sind lediglich die beiden Nationalstraßen 3 und 19 asphaltiert. Sie kreuzen sich im Sektor Kageyo.